# مکعب کیهانی
مکعب کیهانی (به انگلیسی: Cosmic Cube) نام یک وسیله تخیلی در دنیای مارول می‌باشد. ایدهٔ کلی این شی توسط استن لی و جک کربی ایجاد شد و اولین بار در داستان ابرحس‌ها شماره ۷۹ام (ژوئیه ۱۹۶۶) به نمایش در آمد.